# Paweł Wiliński
Paweł Wiliński (ur. 30 lipca 1975 w Gostyninie) – polski prawnik, profesor nauk prawnych, sędzia Sądu Najwyższego, specjalista w zakresie postępowania karnego oraz postępowania karnego międzynarodowego, związany z Wydziałem Prawa i Administracji Uniwersytetu im. Adama Mickiewicza w Poznaniu; Zastępca Przewodniczącego Komisji Kodyfikacyjnej Prawa Karnego, członek Prezydium Komitetu Nauk Prawnych PAN, sędzia ad hoc Europejskiego Trybunału Praw Człowieka w Strasburgu (2010−2012, 2015−2016).

## Życiorys
Studia prawnicze ukończył w 1999 na Wydziale Prawa i Administracji Uniwersytetu im. Adama Mickiewicza w Poznaniu. W 2002 otrzymał stopień doktorski na podstawie pracy pt. Świadek incognito w polskim procesie karnym, jej promotorem był profesor Tadeusz Nowak. Habilitował się w 2007 na podstawie oceny dorobku naukowego i rozprawy Zasada prawa do obrony w polskim procesie karnym. Tytuł naukowy profesora nauk prawnych został mu nadany w 2015 na podstawie rozprawy Proces karny w świetle Konstytucji.
Profesor zwyczajny, a od 2008 kierownik Katedry Postępowania Karnego na Wydziale Prawa i Administracji UAM. W strukturze wydziału pełnił również funkcję pełnomocnika dziekana ds. promocji wydziału (2003−2004). W latach 2007−2009 wykładowca polsko-niemieckich studiów prawniczych Europejskiego Uniwersytetu Viadrina we Frankfurcie nad Odrą.
W latach 2000−2017 pełnił funkcję głównego specjalisty orzecznictwa, a następnie wicedyrektora Zespołu Wstępnej Kontroli Skarg Konstytucyjnych i Wniosków w Trybunale Konstytucyjnym. W latach 2010−2012 oraz 2015−2016 był sędzią ad hoc Europejskiego Trybunału Praw Człowieka.
Był redaktorem naczelnym półrocznika „Zagadnienia Sądownictwa Konstytucyjnego” wydawanego przez Trybunał Konstytucyjny. W latach 2015–2022 członek kolegium redakcyjnego czasopisma „Palestra”. Ponadto jest członkiem rady naukowej włoskiego czasopisma „Archivio Penale”, rady programowej „Wrocław Review of Law, Administration and Economics” oraz kolegium redakcyjnego „Forum Prawniczego”.
Członek Komisji Kodyfikacyjnej Prawa Karnego (2009−2015), Komisji Dyscyplinarnej przy Radzie Głównej Nauki i Szkolnictwa Wyższego (2009−2012, ponownie od 2016), Zarządu Fundacji Uniwersyteckich Poradni Prawnych (2002−2016), Rady Naukowej Instytutu Wymiaru Sprawiedliwości (2012−2016). W latach 2017–2023 członek Społecznej Komisji Kodyfikacyjnej. Członek Międzynarodowego Stowarzyszenia Prawa Karnego (AIDP), w latach 2012-2021 wiceprzewodniczący sekcji polskiej, a w latach 2021-2024 przewodniczący sekcji polskiej AIDP.
26 maja 2017 Krajowa Rada Sądownictwa przedstawiła Prezydentowi Rzeczypospolitej Polskiej wniosek o powołanie Pawła Wilińskiego do pełnienia urzędu sędziego Izby Karnej Sądu Najwyższego. Po półtora roku odkładania decyzji, 8 listopada 2018 prezydent Andrzej Duda powołał go do pełnienia urzędu sędziego Sądu Najwyższego.

## Nagrody i odznaczenia
- 2003: I nagroda w konkursie „Państwa i Prawa” na najlepsze prace doktorskie.
- 2007: Nagroda rektora UAM za osiągnięcia naukowe (I stopnia).
- 2012: Nagroda rektora UAM za osiągnięcia naukowe (I stopnia).
- 2013: Brązowy Krzyż Zasługi, za zasługi w świadczeniu pomocy prawnej pro publico bono, szerzenie i rozwój idei wolontariatu[11].
- 2013: Brązowy Medal Zasłużony dla Wymiaru Sprawiedliwości, za zasługi na rzecz rozwoju ruchu akademickich poradni prawnych.
- 2013: Srebrny Medal Zasłużony dla Wymiaru Sprawiedliwości, za pracę w Komisji Kodyfikacyjnej Prawa Karnego kadencji 2009-2012.
- 2015: Nagroda rektora UAM za osiągnięcia naukowe (II stopnia).
- 2015: Brązowy Medal za Zasługi dla Policji

## Wybrane publikacje
- Świadek incognito w polskim procesie karnym, wyd. 2003, ISBN 83-7333-312-6
- International Criminal Court = Międzynarodowy Trybunał Karny. Powstanie, organizacja, jurysdykcja, akty prawne (współautor wraz z J. Izydorczykiem), wyd. 2004, ISBN 83-7333-389-4
- Prawo wobec wyzwań współczesności (red.), wyd. 2004 (ISBN 83-86254-95-5) i kolejne tomy
- Zasada prawa do obrony w polskim procesie karnym, wyd. 2006, ISBN 83-7444-188-7
- Podstawy prawa karnego międzynarodowego (współautor wraz z M. Królikowskim i J. Izydorczykiem), wyd. 2008, ISBN 978-83-7601-282-7
- Stosowanie tymczasowego aresztowania w Polsce. Analiza i rekomendacje. Raport (współautor), wyd. 2008, ISBN 978-83-927822-0-9
- Rzetelny proces karny w orzecznictwie sądów polskich i międzynarodowych (red.), wyd. 2009, ISBN 978-83-7601-674-0
- Skarga na przewlekłość postępowania przygotowawczego i sądowego : komentarz (współautor wraz z P. Góreckim i S. Stachowiakiem), wyd. 2010, ISBN 978-83-264-0092-6
- Handbook of Polish law (współredaktor wraz z W. Dajczakiem i A. Szwarcem), wyd. 2011, ISBN 978-83-262-0987-1
- Proces karny w świetle konstytucji, wyd. 2011, ISBN 978-83-264-1586-9
- Kontradyktoryjność w polskim procesie karnym (red.), wyd. 2013, ISBN 978-83-264-4541-5
- System prawa karnego procesowego. [T.] 3 cz. 1 i 2, Zasady procesu karnego (redaktor naukowy), wyd. 2014, ISBN 978-83-278-0726-7 (cz. 1), ISBN 978-83-278-0727-4 (cz. 2)
- Zarys teorii konfliktu w prawie karnym, Warszawa 2020, ISBN 978-83-8187-779-4, s. 13-288
- Polski proces karny, red. P. Wiliński, Warszawa 2020, ISBN 978-83-8223-041-3
- Ochrona danych osobowych w ściganiu przestępstw. Standardy krajowe i unijne, M. Kusak, P. Wiliński, Warszawa 2020, ISBN 978-83-8187-632-2, s.17-170
- Tożsamość czynu w prawie karnym, red. Wiliński, R. Zawłocki, Warszawa 2021, ISBN 978-83-8235-746-2
- Foundations of Law. The Polish Perspective, ed. W. Dajczak, T. Nieborak, P. Wiliński, Warsaw 2021, p.839, ISBN 978-83-8223-173-1
- Nadużycie uprawnień procesowych przez sędziego i prokuratora w procesie karnym, Warszawa 2023, ISBN 978-83-8328-456-9
- ponadto rozdziały w pracach zbiorowych i artykuły publikowane w czasopismach prawniczych, m.in. w "Państwie i Prawie" oraz "Prokuraturze i Prawie"[2]